# 河村久子
河村 久子（かわむら ひさこ、1923年3月27日 - 2002年12月21日）は、日本の女優、声優。東京都出身。

## 略歴
三田戸板高校卒業。劇団文化座の創立メンバーであり、亡くなるまで幹部を務めた。小学校の同級生に中村美代子がいる。

## 人物
舞台での代表作は『炎の人』『向い風』『荷車の歌』『サンダンカン八番娼館』など。
趣味は水泳。

## 出演

### テレビドラマ
- 母の初恋（1953年、NHK）
- 名探偵桂助君 かへって来ない小父さん（1953年、NHK）
- 小さな客（1953年、NHK）- 主婦
- 母の上京（1953年、NHK）- 照子
- 別れの曲（1953年、NHK）
- 新版 歌う弥次喜夛（1953年、NHK）
- 羽子板（1954年、NHK）
- 三番手の発破（1954年、NHK）
- 気まぐれ天使（1954年、NHK） - アパートの小母さん
- 歌う日本意外史（1954年、NHK）
- 牧場の春（1954年、NHK）
- 初夏の風物詩（1954年、NHK）
- 月夜のパラソル（1954年、NHK）- マネキン
- おとり（1954年、NHK）- 婆さん
- 銀婚式のメレンゲ（1954年、NHK）
- 聖夜の街角（1954年、NHK）
- 陽かげの春（1955年、NHK）- 家政婦
- 王将（1956年、NTV）
- 汚職（KR）
- 竜になった男（NTV）
- 太閤記 藤吉郎編（1957年、NTV）
- 幸福の歌（1957年、NHK）
- 大助捕物帳（1958年、NTV）
- 今様薩摩歌（1958年、KR）
- 一番星は杉の木の涙（1958年、KR）
- 獅子（1958年、NHK）
- お父さんの季節（1958年、NHK）
- 今日午の日（1959年、KR）
- アルプスの少女（1959年、NHK）
- 失敗（1959年、CX）
- 三人の刑事 第27回（1960年、CX）
- 柳生旅日記 独眼竜参上！（1960年、NTV）
- 鏡の中の子ら（1960年、KR）
- 胎動期（1960年、KR）
- 土（1962年、NTV）
- 彦六大いに笑う（1962年、NHK）
- 欲望の河（1963年、TBS）
- 事件記者（NHK）
  - 第285回「なだれ」
  - 第395回「黒幕」
- 生まれた芽（1964年、TBS）
- 特別機動捜査隊（NET）
  - 第150回「脅迫」
  - 第463回「黒い遺言状」
- 源義経 第四十一話（1966年、NHK）
- 竜馬がゆく 第六話（1968年、NHK）
- 遠山の金さん捕物帳 第148回（1973年、NET）- おみや
- 風と雲と虹と 第39回（1976年、NHK）
- あめゆきさん（1979年、TBS）
- 殺人行おくのほそ道（1983年、ANB）
- 熱帯夜 第二夜（1983年、CX）
- ライスカレー 最終話（1986年、CX）
- 女が家を買うとき（1988年、CX）
- 北の国から'95秘密（1995年、CX）

### 映画
- 南の風と波（1961年）- 熊恵
- 飢餓海峡（1964年）- 煙草屋のおかみ
- 津軽じょんがら節（1973年）- まつえ

### 吹き替え
- 終身犯（エリザベス〈セルマ・リッター〉）※NET版
- 第三の日（キャサリン〈モナ・ウィッシュボーン〉）
- 旅路 ※NET版（DVD収録）
- 天使にラブ・ソングを…（シスター・メアリー・ラザラス〈メアリー・ウィックス〉）※日本テレビ版
- 天使にラブ・ソングを2（シスター・メアリー・ラザラス〈メアリー・ウィックス〉）※日本テレビ版
- 鳥（リディア・ブレナー〈ジェシカ・タンディ〉）※TBS版
- 泥棒成金（ジェシー・スティーヴンス〈ジェシー・ロイス・ランディス〉）※TBS版（DVD・BD収録）
- バニー・レークは行方不明（エイダ・フォード〈マーティタ・ハント〉）
- わが恋は終りぬ